# Summerhaven
Summerhaven statisztikai település az USA Arizona államában, Pima megyében. Lakosainak száma 71 fő (2020. április 1.).

## Népesség
A település népességének változása:

| 2010 | 40 |
| 2020 | 71 |